# Ма Фукан
Ма Фукан  (род. в 1936 году) — китайский учёный, профессор.

## Биография
Ма Фукан родился в городе Тяньцзине в феврале 1936 года. С 1955 по 1961 годы Ма Фукан обучался на металлургическом факультете в Уральском политехническом университете, потом в Московском институте стали и сплавов. Многие годы работал в Пекинском исследовательском институте цветных металлов, на металлургическом комбинате цветных металлов автономной провинции Нинся. Ма Фукан был назначен генеральным директором Пекинского исследовательского института цветных металлов.
Профессор Ма Фукан является иностранным членом Российской академии наук, Российской инженерной академии, членом КПК с 1957 года, членом ВСНП 6-го созыва. Ма Фукан — заместитель председателя Китайского научного общества цветной металлургии.
Иностранный академик Российской академии наук Ма Фукан был награждён орденом Дружбы по приказу президента Российской Федерации В. В. Путина с учётом его вклада и больших достижений в китайско-российском научно-техническом сотрудничестве, церемония награждения прошла в посольстве России в Китае 20 ноября 2007 года.
В соответствии с указом президента Российской Федерации В. В. Путина от 3 октября 2007 года № 1323, китайский учёный Ма Фукан получил одну из наиболее высоких российских наград за активную деятельность по расширению российско-китайского сотрудничества в металлургической отрасли.
Чрезвычайный и полномочный посол России в КНР С. С. Разов на церемонии вручения награды китайскому учёном сказал:

Данная награда является свидетельством оценки вклада Ма Фукана в развитие сотрудничества между двумя нашими странами как в научно-технической сфере, так и в металлургии.
Ма Фукан занимает пост председателя Совета директоров компании по развитию наук и технологий закрытого акционерного общества «Кан Бо Дань», он известен в России, знаком российским специалистам как высокий профессионал в области фундаментальной и отраслевой науки и в практической области металлургии.
Профессор Ма Фукан внёс крупный вклад в создание отраслевой фундаментальной науки в Китае, он учёный-практик, работавший над становлением металлургической промышленности в КНР.
Посол Сергей Сергеевич Разов напомнил на церемонии награждения, что «благодаря усилиям учёного в восточнокитайской провинции Сычуань на основе российских технологий и при российском участии создан завод по производству поликристаллического кремния, который является крупнейшим в Китае предприятием по производству сырья для электронной промышленности».
Принимая награду, учёный Ма Фукан отметил, что «развитие научно-технического сотрудничества между Китаем и Россией является одной из важнейших составляющих отношений стратегического партнерства между двумя странами».
Китайская и российско-британская компании, занятые в сфере алюминиевой промышленности, в 2007 году по инициативе Ма Фукана подписали контракт на создание в городе Цзямусы завода по производству титановой губки на основе добываемого в Амурской области рудного концентрата.